# Carol Walton
Carol « Caz » Walton, née Bryant le 1er février 1947 est une athlète handisport ayant décroché des médailles aux Jeux paralympiques dans de multiples disciplines.

## Biographie
Carol Walton a disputé un total de sept Jeux paralympiques et remporté dix titres. Sa discipline la plus prolifique est l'athlétisme, dans laquelle elle compte six titres. Mais c'est comme escrimeuse qu'elle est plus connue, notamment du fait de son investissement, après sa carrière sportive, dans le monde de l'escrime handisport. Elle a été l'entraîneuse de l'équipe britannique de 1996 à 2008 (excepté aux Jeux de 2004).

## Palmarès
- Athlétisme handisport
  -  Médaille d'or au 60 m aux Jeux paralympiques de 1972 à Heidelberg
  -  Médaille d'or au relais 4x40 m aux Jeux paralympiques de 1972 à Heidelberg
  -  Médaille d'or au 60 m aux Jeux paralympiques de 1968 à Tel-Aviv
  -  Médaille d'or en slalom aux Jeux paralympiques de 1968 à Tel-Aviv
  -  Médaille d'or en slalom aux Jeux paralympiques de 1964 à Tokyo
  -  Médaille d'or aux Jeux paralympiques de 1964 à Tokyo
  -  Médaille de bronze aux Jeux paralympiques de 1976 à Toronto
  -  Médaille de bronze en pentathlon aux Jeux paralympiques de 1972 à Heidelberg
  -  Médaille de bronze en pentathlon aux Jeux paralympiques de 1968 à Tel-Aviv
- Tennis de table handisport
  -  Médaille d'or en simple aux Jeux paralympiques de 1972 à Heidelberg
  -  Médaille d'or en double aux Jeux paralympiques de 1968 à Tel-Aviv
  -  Médaille d'argent en simple aux Jeux paralympiques de 1968 à Tel-Aviv
- Escrime handisport
  -  Médaille d'or à l'épée aux Jeux paralympiques d'été de 1988 à Séoul
  -  Médaille d'or au fleuret aux Jeux paralympiques de 1972 à Heidelberg
  -  Médaille de bronze au fleuret aux Jeux paralympiques de 1976 à Toronto
- Natation handisport
  -  Médaille d'argent au 100 m brasse  aux Jeux paralympiques de 1968 à Tel-Aviv
  -  Médaille de bronze aux Jeux paralympiques de 1976 à Toronto